# Высоке (гмина)
Высоке (пол. Wysokie) — сельская гмина (волость) в Польше, входит как административная единица в Люблинский повет, Люблинское воеводство. Население — 5216 человек (на 2004 год).

## Соседние гмины
1. Гмина Быхава
2. Гмина Кшчонув
3. Гмина Туробин
4. Гмина Закшев
5. Гмина Жулкевка